# Delaware Wizards
El Delaware Wizards fue un equipo de fútbol de los Estados Unidos que alguna vez jugó en la USL D3-Pro League, la desaparecida tercera división de fútbol en el país.

## Historia
Fue fundado en el año 1993 en la ciudad de New Castle, Delaware y estuvo en sus 7 primeros años de vida en la USISL, la desaparecida tercera división de los Estados Unidos en fútbol y fútbol indoor, esta última existió hasta 1998. Se clasificó en los playoffs en 5 ocasiones, logrando clasificarse en los cuartos de final en 1998 y ganar un título en la división ese mismo año, con lo que clasificó a su primer y única aparición en la US Open Cup, en la que llegó a la segunda ronda.
La liga fue reformada a la USL D3-Pro League en 1998, aunque no la pasó bien, ya que nunca superó el sexto lugar de la división, por lo que no pudo clasificar a los playoffs y desapareció en el año 2000.
En el 2008 fue fundado un club conocido como la reencarnación de este club, el cual tiene el mismo nombre y juega en la New Castle County Soccer League, la liga de estado de Delaware.

## Palmarés
- USISL D-3 Pro League Atlantic: 1

1998

## Clubes Afiliados
- DC United

## Temporadas
| Año     | División | Liga                 | Temporada Regular            | Playoffs          | US Open Cup  |
| ------- | -------- | -------------------- | ---------------------------- | ----------------- | ------------ |
| 1993    | N/A      | USISL                | 2.º, Atlantic                | Final Divisional  | No participó |
| 1994    | 3        | USISL                | 5.º, Northeast               | Midweek Challenge | No participó |
| 1995    | 3        | USISL Pro League     | 2.º, Coastal                 | Final Divisional  | No clasificó |
| 1995/96 | N/A      | USISL Indoor         | 5.º, Northeast               | No clasificó      | N/A          |
| 1996    | 3        | USISL Select League  | 4.º, North Atlantic          | 2.ª ronda         | No clasificó |
| 1996/97 | N/A      | USISL I-League       | Calendario Limitado 1 juego  | No clasificó      | N/A          |
| 1997    | 3        | USISL D-3 Pro League | 5.º, Mid-Atlantic            | No clasificó      | No clasificó |
| 1997/98 | N/A      | USISL I-League       | Calendario Limitado 2 juegos | No clasificó      | N/A          |
| 1998    | 3        | USISL D-3 Pro League | 1.º, Atlantic                | Cuartos de final  | 2.ª ronda    |
| 1999    | 3        | USL D3-Pro League    | 6.º, Northern                | No clasificó      | No clasificó |
| 2000    | 3        | USL D3-Pro League    | 7.º, Northern                | No clasificó      | No clasificó |

## Gerencia
- Propietario: First State Soccer, Inc.
- Presidente:  Robert Patch
- Vicepresidente Ejecutivo:  Frank Evans
- Vicepresidente de Patrocinios:  Jay Ambrose
- Vicepresidente Campos y Entrenamiento:  Patti Evans
- Director de Operaciones:  Ralph May
- Director Técnico:  Paul Michaels
- Director Financiero:  John Kinch
- Director de Relaciones Públicas:  Janet Kilpatrick
- Director de Mercadeo:  Joe Mauro